# Carbamazepină
Carbamazepina este un medicament derivat de dibenzazepină, care este utilizat ca agent antiepileptic, în tratamentul unor tipuri de epilepsie, dar și în durerea neuropată. Calea de administrare disponibilă este cea orală.
Medicamentul a fost descoperită în anul 1953 de către Walter Schindler. A fost comercializat începând cu anul 1962. Se află pe lista medicamentelor esențiale ale Organizației Mondiale a Sănătății. Este disponibil sub formă de medicament generic.

## Utilizări medicale
Carbamazepina este utilizată ca medicament anticonvulsivant, în tratamentul unor tipuri de epilepsie, precum:
- convulsii parțiale, simple sau complexe, cu sau fără generalizare secundară
- convulsii generalizate, tonico-clonice (grand-mal)
- prevenirea convulsiilor în sindromul de sevraj alcoolic.

Mai este indicată în tratamentul tulburărilor bipolare la pacienții care nu răspund la terapia cu litiu, crizelor maniacale, nevralgiei de trigemen, de glosofaringian și neuropatiei diabetice dureroase.
În unele state este utilizată în tratamentul fazei acute din schizofrenie, ca terapie adjuvantă unui antipsihotic.

## Reacții adverse
Principalele efecte adverse asociate tratamentului cu carbamazepină sunt greața și somnolența.